# Пенн-Винн (Пенсільванія)
Пенн-Винн (англ. Penn Wynne) — переписна місцевість (CDP) в США, в окрузі Монтгомері штату Пенсільванія. Населення — 6493 особи (2020).

## Географія
Пенн-Винн розташований за координатами 39°59′12″ пн. ш. 75°16′17″ зх. д. / 39.98667° пн. ш. 75.27139° зх. д. (39.986667, -75.271470).  За даними Бюро перепису населення США в 2010 році переписна місцевість мала площу 2,75 км², уся площа — суходіл.

## Демографія
Згідно з переписом 2010 року, у переписній місцевості мешкало 5697 осіб у 2230 домогосподарствах у складі 1573 родин. Густота населення становила 2069 осіб/км².  Було 2319 помешкань (842/км²).
Расовий склад населення:
| - 81,0 % — білих - 9,5 % — азіатів - 7,2 % — чорних або афроамериканців |

До двох чи більше рас належало 1,8 %. Частка іспаномовних становила 2,8 % від усіх жителів.
За віковим діапазоном населення розподілялося таким чином: 23,1 % — особи молодші 18 років, 54,0 % — особи у віці 18—64 років, 22,9 % — особи у віці 65 років та старші. Медіана віку мешканця становила 46,0 року. На 100 осіб жіночої статі у переписній місцевості припадало 85,3 чоловіків;  на 100 жінок у віці від 18 років та старших — 79,8 чоловіків також старших 18 років.
Середній дохід на одне домашнє господарство  становив 137 340 доларів США (медіана — 104 653), а середній дохід на одну сім'ю — 167 126 доларів (медіана — 143 194). Медіана доходів становила 82 457 доларів для чоловіків та 76 840 доларів для жінок. За межею бідності перебувало 3,8 % осіб, у тому числі 0,0 % дітей у віці до 18 років та 4,8 % осіб у віці 65 років та старших.
Цивільне працевлаштоване населення становило 2487 осіб. Основні галузі зайнятості: освіта, охорона здоров'я та соціальна допомога — 43,7 %, науковці, спеціалісти, менеджери — 13,8 %, фінанси, страхування та нерухомість — 9,3 %, роздрібна торгівля — 6,4 %.